# Acantholimon calvertii
Acantholimon calvertii är en triftväxtart som beskrevs av Pierre Edmond Boissier. Acantholimon calvertii ingår i släktet Acantholimon och familjen triftväxter.

## Underarter
Arten delas in i följande underarter:
- A. c. glabrum
- A. c. glabrum